# قطعنامه ۱۷۹۶ شورای امنیت
قطعنامه ۱۷۹۶ شورای امنیت سازمان ملل متحد که در تاریخ ۲۳ ژانویه ۲۰۰۸ تصویب شد، سندی بین‌المللی دربارهٔ بررسی وضعیت در ساحل عاج است. این قطعنامه طی نشست ۵۸۲۵ام با ۱۵ رای موافق، ۰ مخالف و ۰ ممتنع تصویب شد.